# Рана (фильм, 1996)
«Рана» (англ. Wounded) — канадский фильм-боевик 1997 года режиссёра Ричарда Мартина. Премьера фильма состоялась 19 апреля 1997 года.

## Сюжет
Джули и Дон работают егерями в Скалистых горах, в канадской провинции Британская Колумбия, и отслеживают популяцию медведей гризли. Однажды, на одном из своих рейдов, они обнаруживают дюжину мёртвых медведей, убитых у озера и в лесу. Незамедлительно, они вызывают подкрепление, чтобы найти виновных. 
Объединившись с агентом ФБР Эриком Эштоном, его напарником и другими рейнджерами, они отправляются в горы на вертолёте, чтобы найти браконьеров. Однако, ими оказывается только безумный психопат Хэнаган. С помощью коварных ловушек, мужчина убивает рейнджеров и агента ФБР. Когда остаются Джули и Дон, он, с расчётливой безжалостностью, убивает Дона у Джулии на глазах и серьёзно ранит её. 
Она чудом выживает и глубоко потрясена, но когда встречает полицейского детектива-алкоголика Ника Роллинза, она учится жить с ненавистью, при этом планируя месть. Он помогает ей набраться смелости — необходимой, чтобы перехитрить Хэнагана. Так, как она пережила травму нападения в лесу, была ранена, она слаба не только физически, но и психологически. Ей приходится преодолевать собственный страх и созависимость.
Тем временем ФБР решает использовать Джули в качестве приманки, чтобы поймать браконьера Хэнагана. Эти двое идут по пятам Хэнагана, чтобы противостоять и отомстить ему. В начале Джули находится в невыгодном положении в битве с серийным убийцей. Когда Хэнаган находит Джули, он должен перехитрить её. Но у Хэнагана появляется странное влечение к Джули. Он не может позволить себе убить её. А она становится больше похожей на Хэнагана, когда противостоит ему.

## В ролях
- Мэдхен Амик — Джули Клейтон
- Грэм Грин — Ник Роллинз
- Эдриан Пасдар — Хэнаган
- Роберт Костанцо — Стю Сэйчен
- Ричард Джозеф Поул — Дон Пауэлл
- Дэниел Кэш — Дэвид Бой